# Bouilly (Aube)
Bouilly è un comune francese di 1 109 abitanti situato nel dipartimento dell'Aube nella regione del Grand Est.

## Società

### Evoluzione demografica
Abitanti censiti